# أوبرلفي (دواء)
أوبروجيبانت(Ubrogepant)، الذي يُباع تحت الإسم التجاري أوبرلفي( Ubrelvy)، هو دواء يستخدم لعلاج نوبات الصداع النصفي.  وهذا يشمل ما إذا كانت الأَوْرَة موجودة أم لا.  مع ذلك، فهو لا يستخدم للوقاية من الصداع النصفي فقط.  و يؤخذ عن طريق الفم. 
و تشمل آثاره الجانبية الشائعة علة ما يلي: الغثيان والتعب و جفاف الحلق.  أما السلامة أثناء الحمل أو الرضاعة الطبيعية فهي غير واضحة تماما.  و لا ينصح باستخدامه مع مثبطات أو محفزات CYP3A4 القوية.  و هو عبارة عن جزيء صغير مضاد لمستقبلات الببتيد المرتبطة بجينات الكالسيتونين. 
تمت الموافقة على استخدامه طبيًا في الولايات المتحدة في عام 2019.   حيث فيها يكلف حوالي 87 دولارًا أمريكيًا لكل قرص 100 ملغ ابتداء من 2021.  ولم تتم الموافقة عليه في أوروبا اعتبارًا من عام 2021. 